# ستيف ديفيس (عازف جاز أمريكي)
ستيف ديفيس (بالإنجليزية: Steve Davis)‏ هو عازف جاز أمريكي، ولد في 1929 في فيلادلفيا في الولايات المتحدة، وتوفي بنفس المكان في 21 أغسطس 1987.

## وصلات خارجية
- ستيف ديفيس على موقع ميوزك برينز (الإنجليزية)